# Pikkelyesfarkúmókus-félék
A pikkelyesfarkúmókus-félék (Anomaluridae) az emlősök (Mammalia) osztályába és a rágcsálók (Rodentia) rendjébe tartozó család.
A pikkelyesfarkúmókus-félék családja 7 fajt tartalmaz.

## Rendszerezés
A családba az alábbi 2 alcsalád és 3 nem tartozik:
- Pikkelyesfarkúmókus-formák (Anomalurinae) Gervais, 1849 - alcsalád
  - Anomalurus Waterhouse, 1843 – 4 faj
- Repülőpele-formák (Zenkerellinae) Matschie, 1898 - alcsalád
  - Idiurus Matschie, 1894 – 2 faj
  - Zenkerella Matschie, 1898; szinonimája: Aethurus – 1 faj